# Atyriodes albiventris
Atyriodes albiventris là một loài bướm đêm trong họ Geometridae.